# La Victoria (Amazonas)
La Victoria est un corregimiento départemental de Colombie, situé dans le département d'Amazonas.

## Démographie
Selon les données récoltées par le DANE lors du recensement de la population colombienne en 2005, La Victoria compte une population de 880 habitants.